# Jamaica Federation of Women
Jamaica Federation of Women (JFW), var en kvinnoorganisation på Jamaica, grundad 1944.
JFW grundades av den brittiska guvernörens hustru 1944, samma år som allmän rösträtt för kvinnor infördes på Jamaica. 
Föreningen spelade en pionjärroll genom att bli den första nationella kvinnoföreningen på Jamaica och enda kvinnorörelsen på ön. Initialt var det en relativt konservativ rörelse, som främst fokuserade på sociala hjälpinsatser för kvinnor och barn. 